# 紀伊カンナ
紀伊 カンナ（きい カンナ）は日本の漫画家、イラストレーター。「庭」（にわ）名義でも活動している。

## 来歴
元アニメーター。2010年からイラストレーターとして活動をはじめ、2014年には初単行本となる『海辺のエトランゼ』を上梓する。
2021年10月17日に『on BLUE』（祥伝社）の10周年を記念したオンライントークイベントツアーの第5弾として、Zoomを使用したオンライントークイベントを開催。

## 作品リスト

### 漫画作品
- 海辺のエトランゼ（2014年7月、on BLUE comics）
- 春風のエトランゼ（2015年7月 - 、on BLUE comics、既刊5巻）
- 雪の下のクオリア（2016年4月、H&C Comics CRAFTシリーズ）
- 魔法が使えなくても（2018年7月、フィールコミックス）

### イラスト担当作品
- 空色パンデミック（2011年1月 - 2011年3月、ファミ通文庫 全4巻＋短編集1巻）- 著：本田誠
- 二年四組交換日記（2010年10月、スーパーダッシュ文庫）- 著：朝田雅康
- エトランゼのすべて（2011年10月、星海社FICTIONS）- 著：森田季節
- 俺はまだ恋に落ちていない（2011年11月 - 2012年11月、GA文庫 全4巻）- 著：高木幸一
- 時間のおとしもの（2012年1月、メディアワークス文庫）- 著：入間人間
- ぼくがぼくであること（2012年4月、角川つばさ文庫）- 著：山中恒
- つり球SF -Short Films-（2012年7月、ファミ通文庫）- 著：櫂末高彰
- 文化祭の夢に、おちる（2012年7月、講談社BOX）- 著：彩坂美月
- サマーランサー（2013年4月、メディアワークス文庫）- 著：天沢夏月
- 怪人二十面相（2013年5月、青い鳥文庫）- 著：江戸川乱歩
- さいとう市立さいとう高校野球部（2013年8月 - 、講談社、既刊3巻／2017年8月、講談社文庫、既刊3巻）- 著：あさのあつこ
- 瞳のさがしもの（2013年9月、メディアワークス文庫）- 著：入間人間
- ぼくと先輩のマジカル・ライフ（2013年11月 - 2014年2月、角川つばさ文庫 全2巻）- 著：はやみねかおる
- 吹き溜まりのノイジーボーイズ（2013年11月、メディアワークス文庫）- 著：天沢夏月
- 死神うどんカフェ1号店（2014年5月 - 2016年10月、YA!ENTERTAINMENT 全7巻）- 著：石川宏千花
- なぎなた男子!!（2014年8月、メディアワークス文庫）- 著：天沢夏月
- 星を手繰る（2015年10月、ダリア文庫）- 著：佐竹ガム
- 少年探偵団（2016年1月、青い鳥文庫）- 著：江戸川乱歩
- 僕の探偵（2016年5月、創元推理文庫）- 著：新野剛志
- 妖怪お宿稲荷荘（2017年6月 - 、中公文庫、既刊2巻）- 著：さとみ桜
- どんな人でも頭がよくなる 世界に一つだけの勉強法（2018年1月、PHP研究所）- 著：坪田信貴
- 子育て陰陽師（2018年6月、富士見L文庫）- 著：真楠ヨウ
- 緑と楯 ハイスクール・デイズ（2018年12月、集英社）- 著：雪舟えま
- 長浜高校水族館部！（2019年3月、講談社）- 著：令丈ヒロ子
- ボーナス・トラック（2019年3月、創元推理文庫（創刊60周年フェア[4]））- 著：越谷オサム
- 一生楽しく浪費するためのお金の話（2019年3月、イースト・プレス）- 著：劇団雌猫、篠田尚子
- 夏の探偵は学生しかいない（2019年7月、徳間文庫）- 著：山本豪志
- うずたか氷（苺）を君と（2021年1月、集英社e文庫）- 緒：雪舟えま

### アニメ

#### テレビアニメ
- ひだまりスケッチ×ハニカム（2012年）第1話エンドカード
- 彼女がフラグをおられたら（2014年）第6話エンドカード
- 少年メイド（2016年）第8話エンドカード

#### 劇場アニメ
- 海辺のエトランゼ（2020年）原作・キャラクターデザイン・監修[5]
- アイの歌声を聴かせて（2021年、キャラクター原案）